# Liste der Bodendenkmäler in Mönchberg
Auf dieser Seite sind die Bodendenkmäler in dem unterfränkischen Markt Mönchberg zusammengestellt. Diese Tabelle ist eine Teilliste der Liste der Bodendenkmäler in Bayern. Grundlage ist die Bayerische Denkmalliste, die auf Basis des Bayerischen Denkmalschutzgesetzes vom 1. Oktober 1973 erstmals erstellt wurde und seither durch das Bayerische Landesamt für Denkmalpflege geführt wird. Die folgenden Angaben ersetzen nicht die rechtsverbindliche Auskunft der Denkmalschutzbehörde.

## Bodendenkmäler in Mönchberg

### Bodendenkmäler in der Gemarkung Mönchberg
| Lage                 | Objekt | Akten-Nr.     | Bild |
| -------------------- | --- | ------------- | ---- |
| Mönchberg (Standort) | Vorgeschichtliche Grabhügel. | D-6-6221-0062 |      |
| Mönchberg (Standort) | Archäologische Befunde des Mittelalters und der frühen Neuzeit im Ortsbereich von Mönchberg.                                                                                                  | D-6-6221-0164 |      |
| Mönchberg (Standort) | Untertägige Bauteile der im Kern mittelalterlichen, in der frühen Neuzeit erneuerten Ortsmauer in Mönchberg.                                                                                  | D-6-6221-0165 |      |
| Mönchberg (Standort) | Archäologische Befunde im Bereich des mittelalterlichen Burgstalls sowie der frühneuzeitlichen Katholischen Pfarrkirche Johannes der Täufer von Mönchberg mit mittelalterlichem Vorgängerbau. | D-6-6221-0167 |      |
| Mönchberg (Standort) | Archäologische Befunde im Bereich der frühneuzeitlichen Katholischen Wendelinuskapelle bei Mönchberg mit mittelalterlichem und frühneuzeitlichem Vorgängerbau.                                | D-6-6221-0168 |      |
| Mönchberg (Standort) | Archäologische Befunde der frühen Neuzeit im Bereich der Ortserweiterungen von Mönchberg. | D-6-6221-0179 |      |

### Bodendenkmäler in der Gemarkung Schmachtenberg
| Lage                      | Objekt | Akten-Nr.     | Bild |
| ------------------------- | --- | ------------- | ---- |
| Schmachtenberg (Standort) | Verebnete vorgeschichtliche Grabhügel. | D-6-6221-0074 |      |
| Schmachtenberg (Standort) | Archäologische Befunde im Bereich der frühneuzeitlichen Katholischen Kuratiekirche St. Johann Evangelist von Schmachtenberg mit ummauertem Kirchhof. | D-6-6221-0170 |      |
| Schmachtenberg (Standort) | Archäologische Befunde im Bereich der abgebrochenen frühneuzeitlichen Katholischen Marienkapelle in Schmachtenberg.                                  | D-6-6221-0171 |      |